# Aeroportul Smolensk South
Aeroportul Smolensk South (IATA: LNX, ICAO: UUBS) este un aeroport din Regiunea Smolensk, Rusia ce deservește zona Smolensk. A fost numit după zona deservită.
Situat la o altitudine de 221 m, aeroportul dispune de 1 pistă. Este operat de DOSAAF⁠(d).

## Infrastructură

### Piste
Aeroportul dispune de o singură pistă. Pista are orientarea 08/26. 